# Љуботен (Скопље)
Љуботен (мкд. Љуботен) је насеље у Северној Македонији, у северном делу државе. Љуботен припада градској општини Бутел града Скопља. Насеље је северно предграђе главног града.

## Географија
Љуботен је смештен у северном делу Северне Македоније. Од најближег већег града, Скопља, насеље је удаљено 14 km северно.
Насеље Љуботен је у оквиру историјске области Црногорје и положено је у јужном подножју Скопске Црне Горе. Северно од насеља издиже се планина, а јужно се пружа Скопско поље, које је плодно и густо насељено. Надморска висина насеља је приближно 590 метара.
Месна клима је континентална.

## Становништво
Љуботен је према последњем попису из 2002. године имао 2.343 становника.
Претежно становништво у насељу су Албанци (95%). Остало су махом етнички Македонци (5%).
Већинска вероисповест је ислам, а мањинска православље.

## Знаменитости
На ободу села налази се средњовековна црква Светог Николе. Цркву је 1337. године подигла Даница, удовица непознатог српског властелина, за време краља Душана. Црква има основу уписаног крста над чијим се средишњим делом издиже осмоугаона купола. Здање је било полусрушено све до 1928. године када је извршена обнова. Црква Светог Николе живописана је пре 1345. године. Између осталог, на њеним фрескама могу се видети (јако оштећени) портрети краља Душана, жене му Јелене и сина Уроша за чије владе је подигнута.